# Japan Women's Open 2018
Japan Women's Open 2018, oficiálním sponzorským názvem Hana-Cupid Japan Women's Open Championships 2018, byl tenisový turnaj pořádaný jako součást ženského okruhu WTA Tour, který se odehrával na otevřených dvorcích s tvrdým povrchem DecoTurf na Tenisovém stadionu regionálního parku. Událost probíhala mezi 10. až 16. zářím 2018 v japonské Hirošimě, kam se přestěhovala z Tokia, jako desátý ročník turnaje.
Turnaj s rozpočtem 250 000 dolarů patřil do kategorie WTA International. Nejvýše nasazenou hráčkou ve dvouhře se stala třicátá čtvrtá žena světa Čang Šuaj z Číny, kterou v semifinále vyřadila 17letá americká kvalifikantka Amanda Anisimovová. Jako poslední přímá účastnice do dvouhry nastoupila čínská 132. hráčka žebříčku Ču Lin.
Třetí singlový titul na okruhu WTA Tour vybojovala 32letá Tchajwanka Sie Šu-wej, která ve finálových zápasech udržela neporazitelnost. Premiérovou společnou trofej ve čtyřhře WTA získal japonsko-čínský pár Eri Hozumiová a Čang Šuaj.

## Distribuce bodů a finančních odměn

### Distribuce bodů
| Soutěž  | vítězky | finalistky | semifinalistky | čtvrtfinalistky | 16 v kole | 32 v kole | Q  | Q3 | Q2 | Q1 |
| ------- | ------- | ---------- | -------------- | --------------- | --------- | --------- | -- | -- | -- | -- |
| dvouhra | 280     | 180        | 110            | 60              | 30        | 1         | 18 | 14 | 10 | 1  |
| čtyřhra | 280     | 180        | 110            | 60              | 1         | —         | —  | —  | —  | —  |

### Finanční odměny
| Soutěž                                | vítězky | finalistky | semifinalistky | čtvrtfinalistky | 16 v kole | 32 v kole | Q      | Q2   | Q1   |
| ------------------------------------- | ------- | ---------- | -------------- | --------------- | --------- | --------- | ------ | ---- | ---- |
| dvouhra                               | $43 000 | $21 400    | $11 300        | $5 900          | $3 310    | $2 925    | $1 005 | $730 | $530 |
| čtyřhra                               | $12 300 | $6 400     | $3 435         | $1 820          | $960      | —         | —      | —    | —    |
| částky ve čtyřhře jsou uváděny na pár |         |            |                |                 |           |           |        |      |      |

## Ženská dvouhra

### Nasazení
| Stát                          | Hráčka              | WTA | Nasazení |
| ----------------------------- | ------------------- | --- | -------- |
| Čína                          | Čang Šuaj           | 34. | 1.       |
| Čínská Tchaj-pej              | Sie Šu-wej          | 43. | 2.       |
| Kazachstán                    | Julia Putincevová   | 50. | 3.       |
| Čína                          | Wang Čchiang        | 52. | 4.       |
| Austrálie                     | Ajla Tomljanovićová | 58. | 5.       |
| Kazachstán                    | Zarina Dijasová     | 60. | 6.       |
| Čína                          | Čeng Saj-saj        | 63. | 7.       |
| Polsko                        | Magda Linetteová    | 68. | 8.       |
| Žebříček WTA k 27. srpnu 2018 |                     |     |          |

### Jiné formy účasti
Následující hráčky obdržely divokou kartu do hlavní soutěže:
- Misaki Doiová
- Nao Hibinová
- Miju Katová

Následující hráčka nastoupila do hlavní soutěže pod  žebříčkovou ochranou:
- Mandy Minellaová

Následující hráčky si zajistily postup do hlavní soutěže v kvalifikaci:
- Amanda Anisimovová
- Priscilla Honová
- Arina Rodionovová
- Čang Jü-süan

### Odhlášení
před zahájením turnaje
- Ana Bogdanová → nahradila ji  Fiona Ferrová
- Jennifer Bradyová → nahradila ji  Jana Fettová
- Aljaksandra Sasnovičová → nahradila ji  Tuan Jing-jing
- Stefanie Vögeleová → nahradila ji  Magdalena Fręchová

### Skrečování
- Julia Putincevová (poranění bederní páteře)[1]

## Ženská čtyřhra

### Nasazení
| Stát                                                                      | Hráčka               | Stát     | Hráčka             | WTA  | Nasazení |
| ------------------------------------------------------------------------- | -------------------- | -------- | ------------------ | ---- | -------- |
| Japonsko                                                                  | Miju Katová          | Japonsko | Makoto Ninomijová  | 80.  | 1.       |
| Japonsko                                                                  | Eri Hozumiová        | Čína     | Čang Šuaj          | 94.  | 2.       |
| Japonsko                                                                  | Šúko Aojamová        | Čína     | Tuan Jing-jing     | 121. | 3.       |
| Švýcarsko                                                                 | Viktorija Golubicová | Švédsko  | Johanna Larssonová | 123. | 4.       |
| Žebříček WTA k 27. srpnu 2018; číslo je součtem umístění obou členek páru |                      |          |                    |      |          |

### Jiné formy účasti
Následující páry obdržely divokou kartu do hlavní soutěže:
- Miharu Imanišiová /  Alicja Rosolská
- Hiroko Kuwatová /  Čihiro Muramacuová

### Odhlášení
v průběhu turnaje
- Priscilla Honová

## Přehled finále

### Ženská dvouhra
- Sie Šu-wej vs.  Amanda Anisimovová, 6–2, 6–2

### Ženská čtyřhra
- Eri Hozumiová /  Čang Šuaj vs.  Miju Katová /  Makoto Ninomijová, 6–2, 6–4